# شرکت بی‌وای‌دی
شرکت بی‌وای‌دی با مسئولیت محدود یک تولیدکننده چینی خودرو، دوچرخه شارژی، اتوبوس، لیفتراک، باتری‌های قابل‌شارژ، کامیون و غیره است که دفتر مرکزی آن در شنژن واقع است. این شرکت دارای دو شرکت بزرگ زیرمجموعه، یعنی خودروسازی بی‌وای‌دی و لوازم الکترونیکی بی‌وای‌دی است و در فوریه ۱۹۹۵ تأسیس شد.

## نام
نام بی‌وای‌دی (BYD) در لاتین از جمله «Build Your Dreams» به معنی «رویاهایت را بساز» گرفته شده‌است.

## تاریخچه

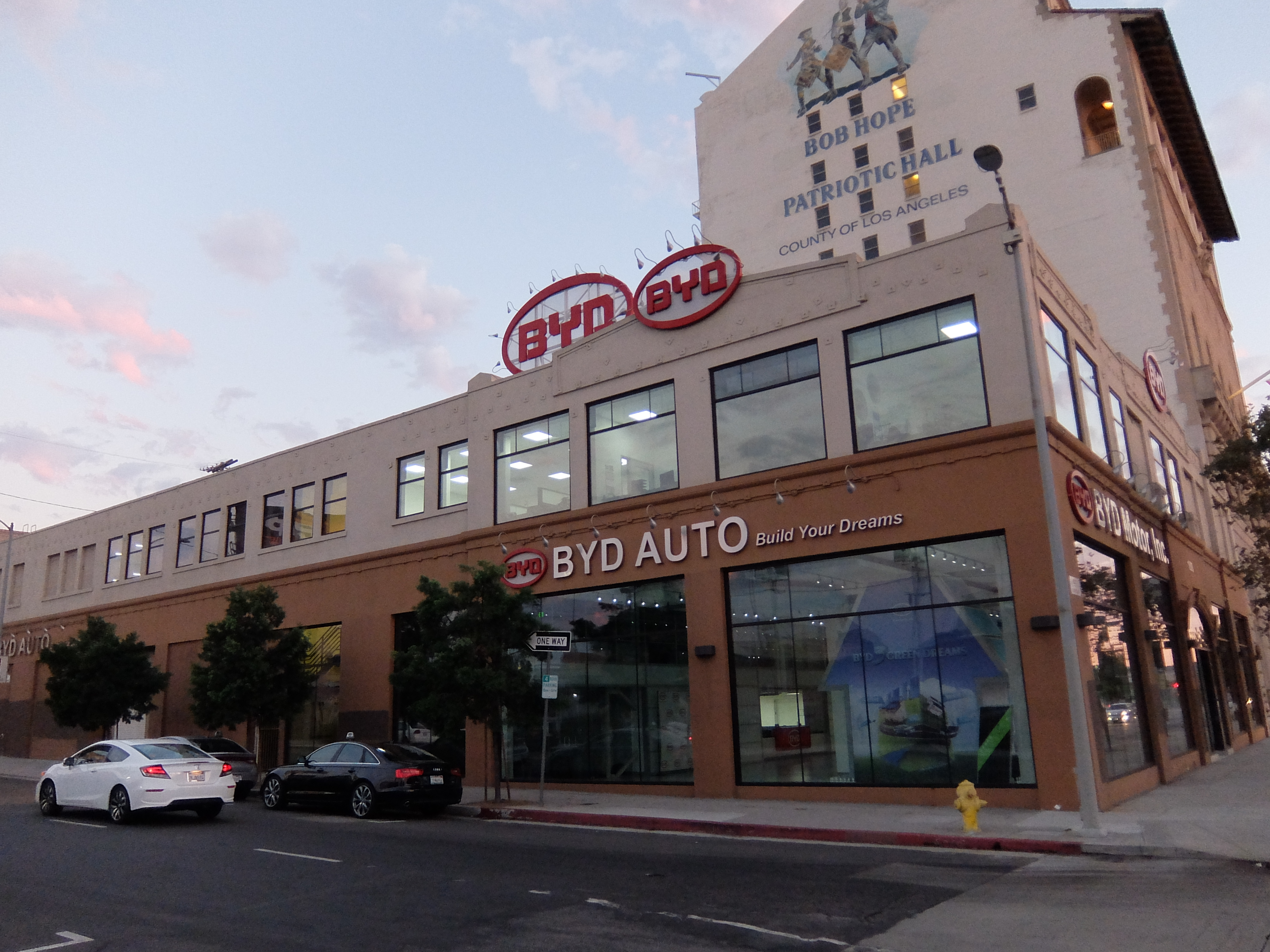
شعبه مرکزی بی‌وای‌دی در آمریکا که در لس آنجلس واقع است.

این شرکت در فوریه ۱۹۹۵ تأسیس شد و در تاریخ ۳۱ ژوئیه ۲۰۰۲ در بورس اوراق بهادار هنگ کنگ قرار گرفت، شرکت بی‌وای‌دی با مسئولیت محدود به‌عنوان یک کارخانه باتری‌های قابل شارژ به‌منظور رقابت با واردات کالاهای ژاپنی در بازار چین شروع به کار کرد.